# 山隅衛
山隅 衛（やまずみ まもる、1894年〈明治27年〉6月25日 - 1960年〈昭和35年〉4月25日）は、日本の歌人、教員。広島県佐伯郡廿日市町（後の廿日市市）出身。
1914年（大正3年)に小学校の教員職についた。1916年（大正5年）に短歌を始め、1921年（大正10年）に文芸月刊雑誌『晩鐘』を創刊。自身も「間茂留」名義で短歌、俳句、童謡を掲載した。1944年（昭和19年）に広島県国民詩歌協会を設立し、理事長職についた。
1945年（昭和20年）には広島市への原子爆弾投下に遭ったが、九死に一生を得た。戦後は広島実践高等女学校（後の鈴峰女子高等女学校）で国語を教える傍ら、同学校自治会文芸部の機関誌『鈴峯』の指導、同誌への短歌の寄稿、学年別教育誌『ぎんのすず』の執筆、広島刑務所の受刑者への短歌指導も行なった。『晩鐘』は一時休刊したものの、山隅の没後も刊行され続け、創刊から約80年後の2001年（平成13年）終刊に至るまで、多くの歌人を輩出した。原爆歌人として知られる正田篠枝も『晩鐘』に所属し、山隅に師事した歌人の1人である。
地方文化の発展に寄与し、広島歌壇の元老との評価もある人物だが、山隅自身は「歌人」の名で特別な人間として扱われることを嫌っていたという。歌集に『遍路』『虚仮』、没後の1992年（平成4年）に刊行された『山隅衛全歌集』がある。廿日市市桜尾本町の桂公園内には「山隅衛歌碑」が建立されている。